# 市瀬泰一
市瀬 泰一（いちのせ たいいち、1876年（明治9年）8月14日 - 1950年（昭和25年））は、日本の実業家、政治家。長野県飯田市長。初名は市瀬 俊太郎。

## 来歴
長野県下伊那郡飯田町（現飯田市）生まれ。明治20年代から家業の飯田水引（元結）の製造販売業を承継。全国各地への出張販売に当たった後、1913年（大正2年）飯田に元結の原紙会社を設立した。1930年（昭和5年）家督を相続し世襲名の泰一を名乗った。
下伊那郡会議員、飯田町会議員を経て、1937年（昭和12年）飯田市会議員となり、初代議長を務めた。1939年（昭和14年）11月、飯田市長に推挙された。在任中は日中戦争下で、飯田銀座商店街商業組合での栄養食の共同炊事の実現、食糧増産のための野菜の種子無償配布、飯田百七銀行・信産銀行・伊那銀行の統合による飯田銀行の設立などを実現させた。1941年（昭和16年）3月に市長を退任した。